# Мухарка брунатна
Мухарка брунатна (Melaenornis chocolatinus) — вид горобцеподібних птахів родини мухоловкових (Muscicapidae). Мешкає в Ефіопії та Еритреї.

## Опис
Довжина птаха становить 15-16 см, вага 20-25 г. Верхня частина тіла коричнева, нижня частина тіла коричнювато-охриста. Очі жовті.

## Підвиди
Виділяють два підвиди:
- M. c. chocolatinus (Rüppell, 1840) — Еритрея, північна і центральна Ефіопія;
- M. c. reichenowi (Neumann, 1902) — західна Ефіопія.

## Поширення і екологія
Брунатні мухарки живуть у високогірних тропічних лісах і чагарникових заростях, на узліссях і галявинах, а також в парках і садах на висоті від 1800 до 2500 м над рівнем моря.

## Поведінка
Брунтана мухарка харчується комахами, яких ловить в польоті. Гніздиться в січні-червні. Гніздо чашоподібне, розміщується в розвилці гілки, в кладці 3 блакитнувато-сірих, плямистих яйця.